# Club Deportivo Magallanes
Maillots
Le Deportes Magallanes est un club chilien de football basé à San Bernardo, près de Santiago du Chili.

## Histoire
Fondé le 27 octobre 1897 sous le nom de Atlético Escuela Normal FC, le club prend le nom de Deportes Magallanes en 1904. C'est l'un des plus anciens clubs chiliens encore en activité. L'un de ses surnoms est d'ailleurs El Viejo y Querido (Le Vieux bien-aimé).
Il est le tout premier champion de Chili de l'histoire après avoir remporté la première édition du championnat de première division chilienne, en 1933. Le club remporte d'ailleurs les trois premiers championnats, entre 1933 et 1935 puis un dernier titre en 1938. Entretemps, il termine à la deuxième place du classement en 1936 et 1937, réussissant ainsi à terminer au moins à la deuxième place durant six saisons consécutives. Le record de trois titres consécutifs va tenir jusqu'en 1991 et le triplé réalisé par le club de Colo Colo. Grâce à ses quatre titres gagnés et en dépit d'un palmarès vierge de titres depuis plus de 70 ans, le club est actuellement le 6e club le plus titré du pays, à égalité avec Audax Italiano, mais très loin derrière le club de Colo Colo, champion du Chili à 29 reprises.
Le Deportes Magallanes a disputé 49 saisons en Primera Division, la dernière en 1986, oscillant par la suite entre deuxième et troisième division.
Le club dispute le championnat de deuxième division chilien lors de la saison 2011, après avoir remporté le championnat de Tercera Division la saison précédente.
En 2022, en étant en deuxième division, le club remporte la Coupe du Chili, obtient également la promotion en première division et la qualification en Copa Libertadores 2023.
En 2023, il remporte la Supercoupe du Chili.

## Palmarès
- Championnat du Chili (4)
  - Vainqueur : 1933, 1934, 1935, 1938
  - Vice-champion : 1936, 1937, 1942, 1946

- Coupe du Chili (1)
  - Vainqueur : 2022
  - Finaliste : 2011 et 2023

- Supercoupe du Chili (1)
  - Vainqueur : 2023

## Grands noms
- Joueurs :

- -  Arturo Torres Carrasco
  -  José Borello
  -  Carlos Ibáñez
  -  Luis Marcoleta
  -  Guillermo Yávar
  -  Luis Hernán Álvarez
  -  Elson Beiruth
  -  Humberto Suazo
  -  Carlos Vidal
  -  Mario Núñez

- Entraîneurs :
  -  Arturo Torres Carrasco
  -  Franz Platko
  -  Francisco Valdés
  -  Guillermo Yávar
  -  Osvaldo Heriberto Hurtado
  -  Nicolás Núñez (2021-2023)
  -  Mario Salas (2023...)